# Mihaela Samoil
Mihaela Samoil (ur. 12 września 2003) – mołdawska zapaśniczka walcząca w stylu wolnym. 
Piąta na mistrzostwach Europy w 2024. Trzecia na olimpijskim festiwalu młodzieży Europy w 2019. Druga na MŚ U-23 w 2022. Druga na ME U-23 w 2025; trzecia w 2022 i 2024. Druga na MŚ juniorów w 2021. Druga na ME juniorów w 2022 i trzecia w 2021. Trzecia na ME kadetek w 2018 roku.